# Цибильчальтун
Цибильчальтун (юк. Dzibilchaltún, Ts'íibil Cháaltun — Место плоских камней) — древний город, археологический памятник майя в мексиканском штате Юкатан примерно в 15 км к северу от столицы штата города Мерида.

## История
Место, где находился Цибильчальтун, было населено людьми в течение нескольких тысячелетий, неоднократно расширяясь и вновь уменьшаясь в размерах.
Наиболее известным сооружением является «Храм семи кукол», названный так в честь семи маленьких декоративных фигур, обнаруженных археологами в 1950-е годы в том же месте, где был открыт храм, под развалинами более поздней пирамиды-храма. В день весеннего равноденствия солнце светит насквозь через два окна в противоположных стенах храма. Храм соединён с остальным городом посредством длинной сакбе.
Ещё одним примечательным местом является сенот, который местные жители круглый год используют как бассейн. Имеются также развалины испанской церкви, построенной в XVI веке.

## Современность
В Цибильчальтуне имеется музей, где хранятся изделия майя — найденные здесь и из других регионов.

## Галерея

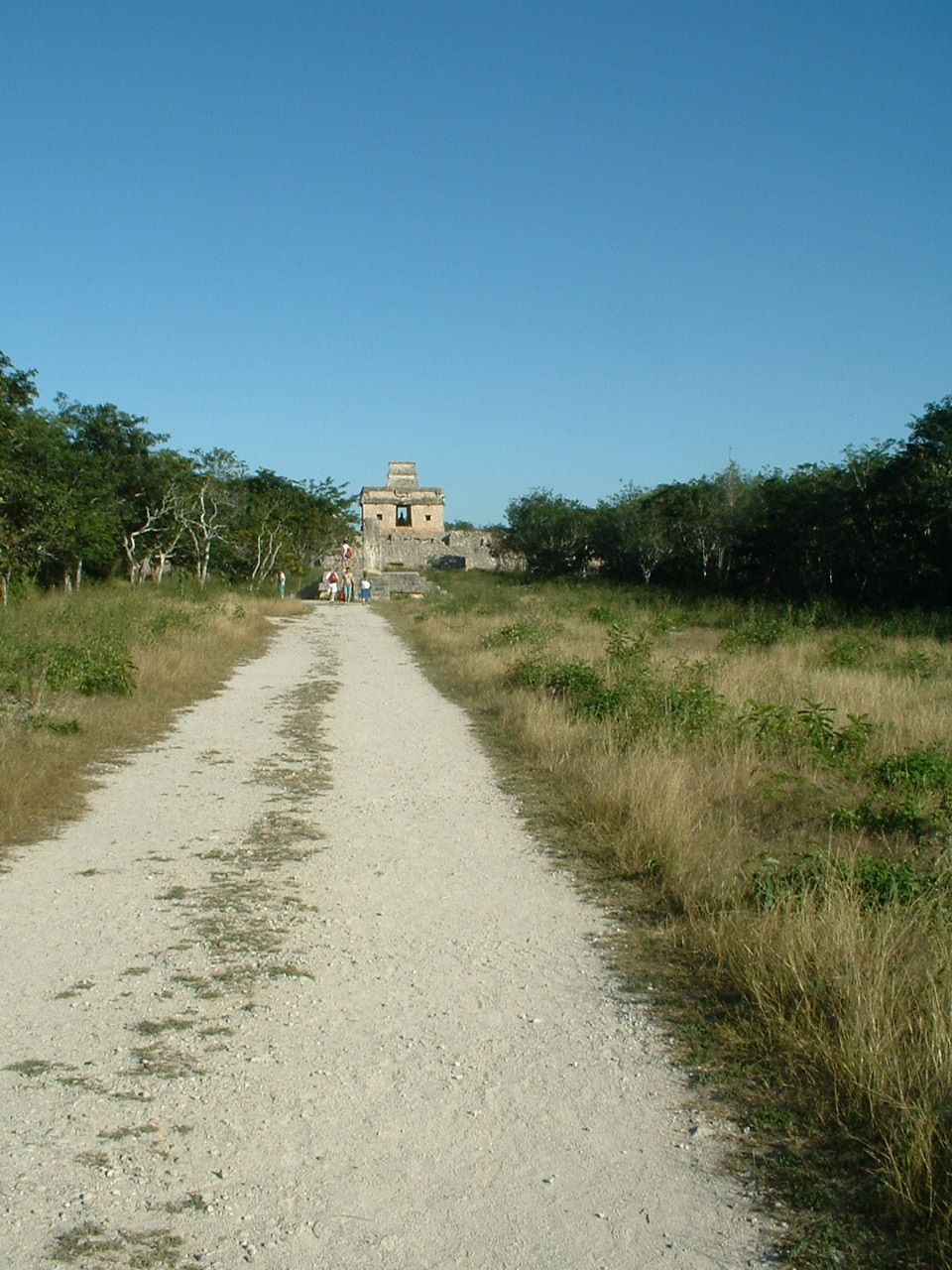
Сакбе в Цибильчальтуне
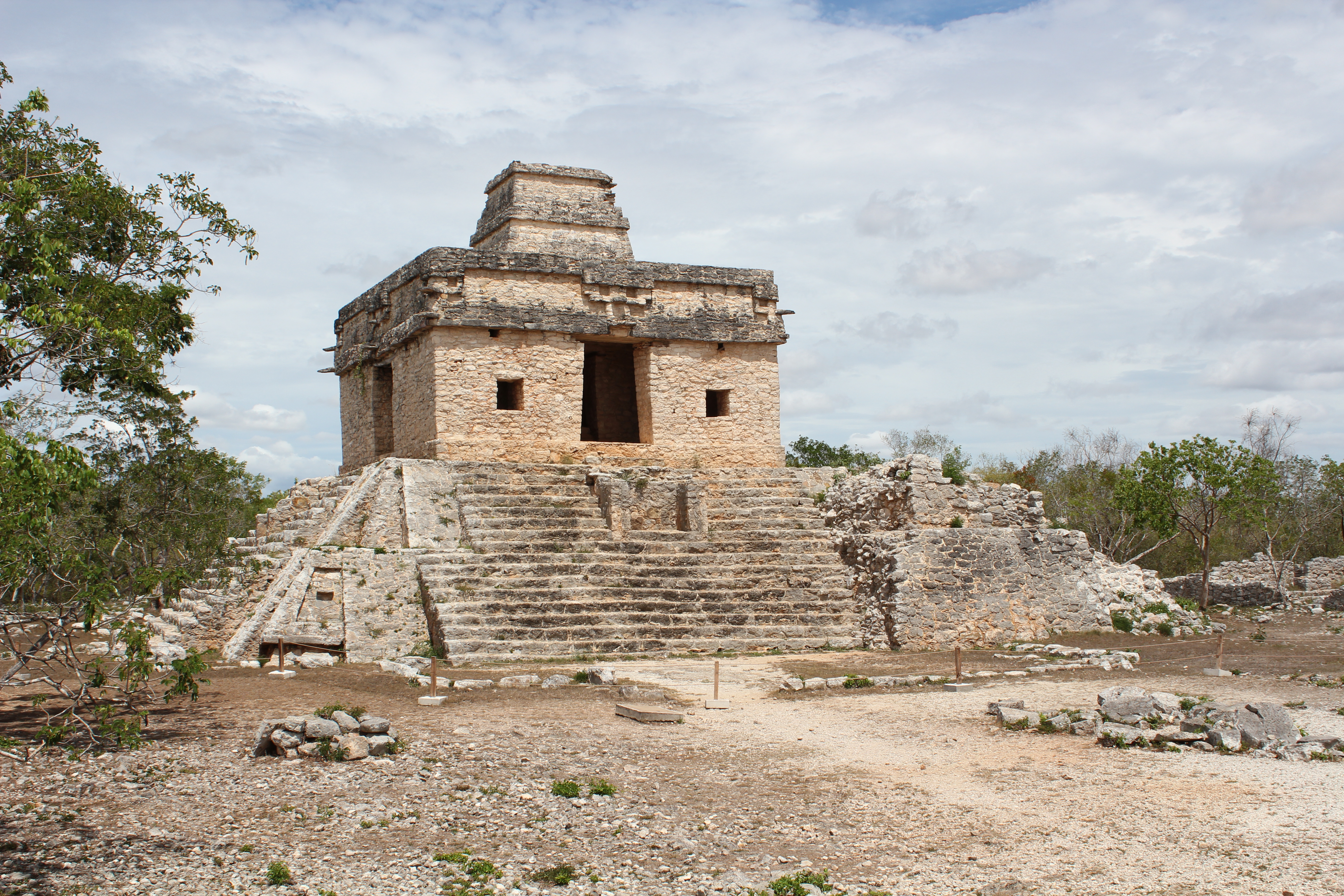
Храм семи кукол
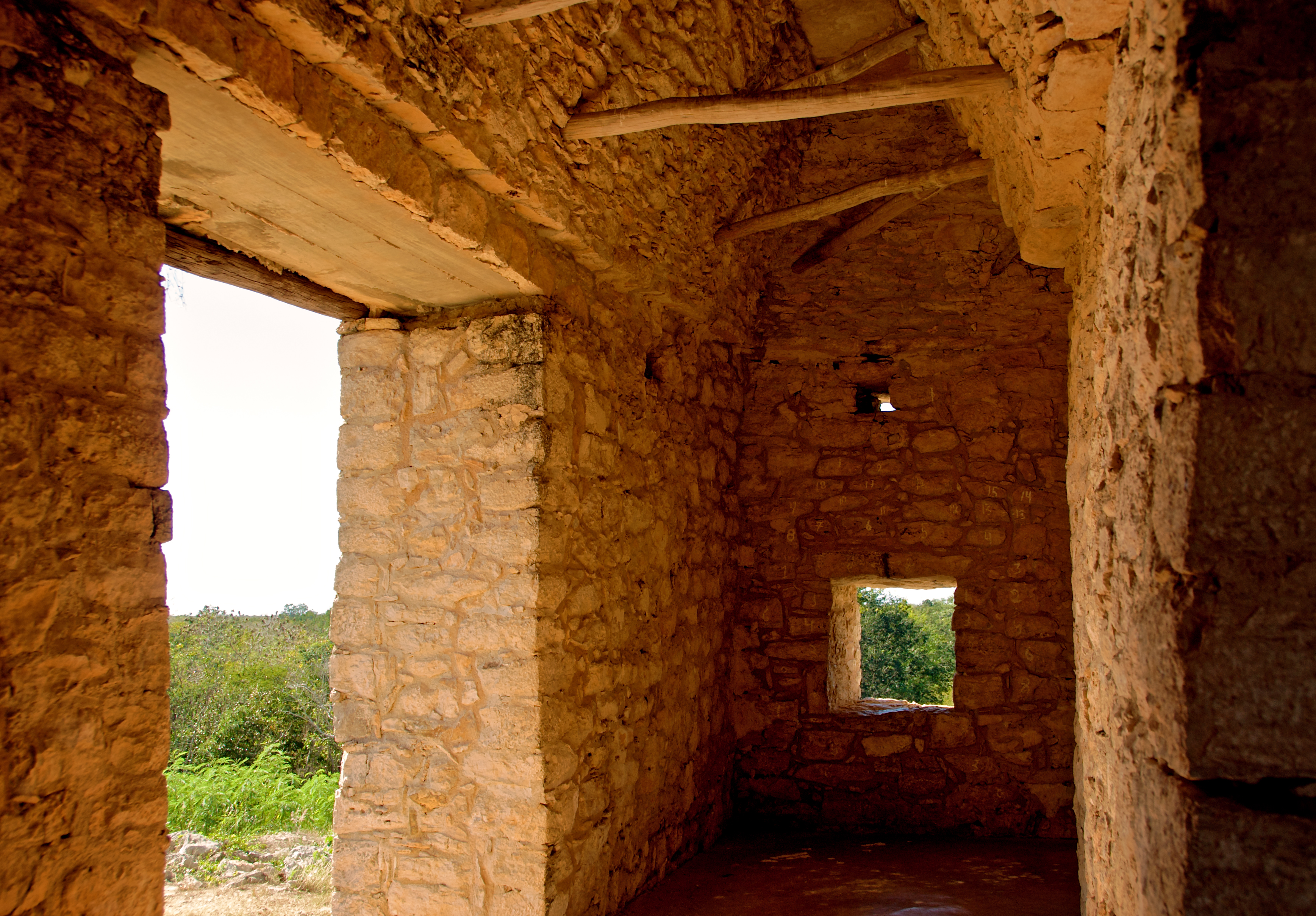
Интерьер храма Семи кукол
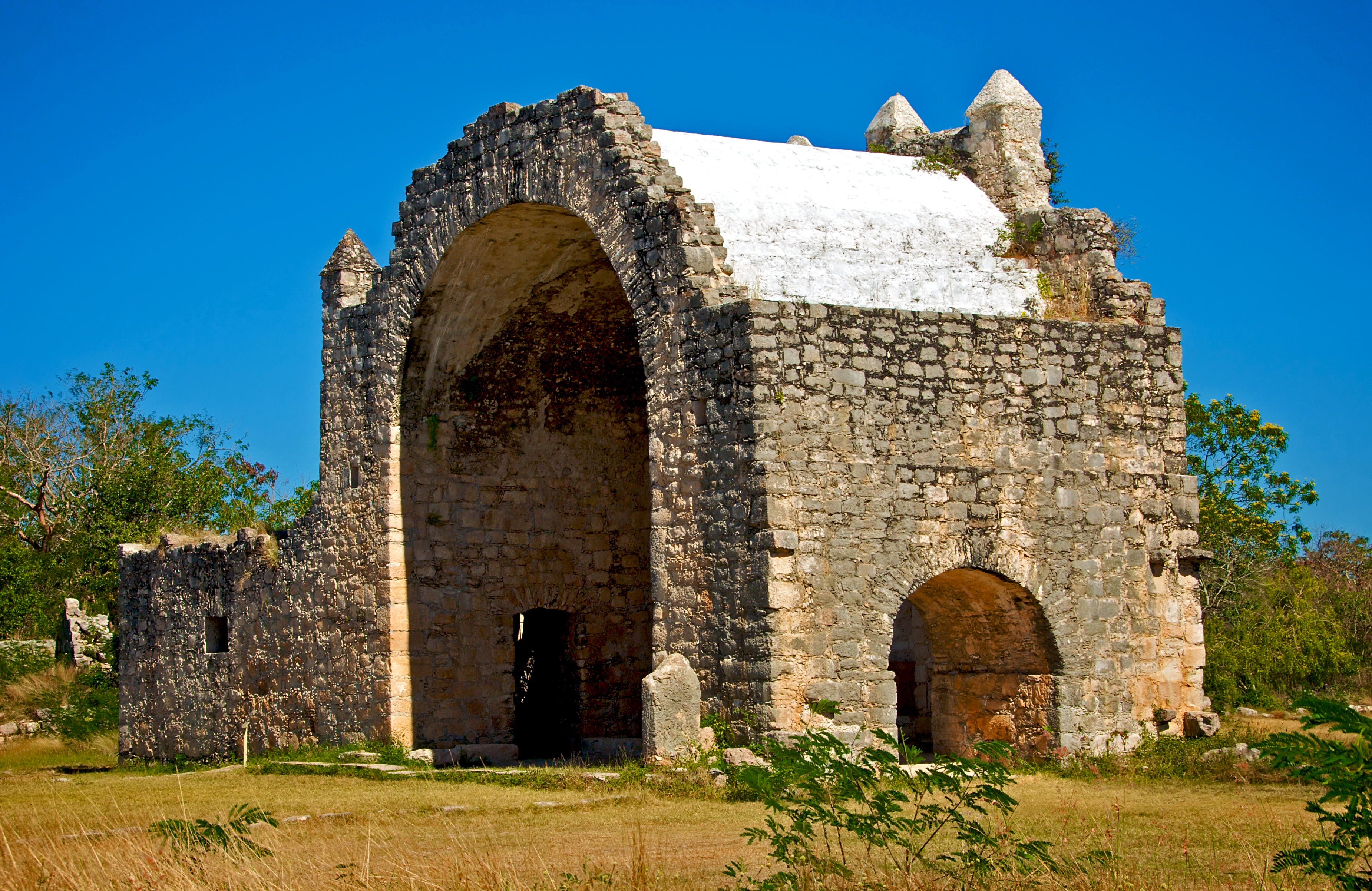
Развалины испанской часовни
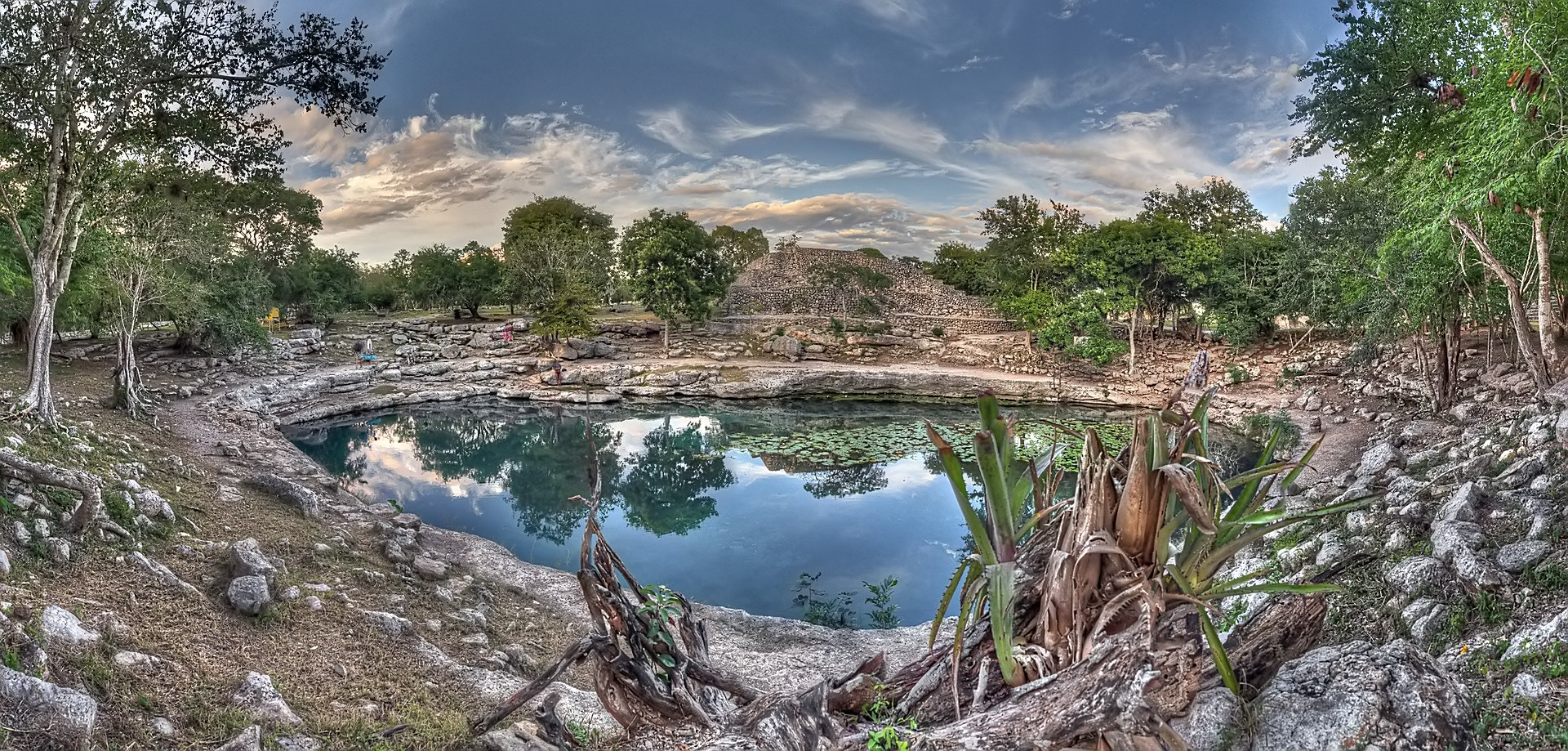
Сенот